# Abd Allah bin Faysal bin Turki bin Abd Allah Al Sa'ud
Abd Allāh bin Fayṣal bin Turkī bin Abd Allāh bin Sulṭān Āl Saʿūd (in arabo عبد الله بن فيصل بن تركي بن عبد الله بن سعود آل سعود‎?; Ta'if, 1951) è un principe, imprenditore e diplomatico saudita, membro della famiglia reale Āl Saʿūd, ambasciatore negli Stati Uniti e presidente della Compagnia italo-saudita di sviluppo.

## Primi anni di vita e formazione
Il principe Abd Allah è nato a Ta'if nel 1951. Sua madre, Luluwah bint Abd al-Aziz, era sorella germana dei "sette Sudairi", Il 23 luglio 2002, suo fratello Sultan è rimasto ucciso in un incidente stradale all'età di 41 anni mentre stava viaggiando da Gedda a Riad per partecipare alle preghiere funebri per il principe Ahmad, figlio di re Salman.
La famiglia del principe Abd Allah discende, dal lato paterno, direttamente da Sa'ud bin Faisal bin Turki, emiro del Secondo Stato Saudita.
Il principe Abd Allah ha ricevuto l'istruzione primaria e secondaria in patria. In seguito, è andato nel Regno Unito per gli studi  di ingegneria.

## Carriera e attività
All'inizio della carriera da ingegnere era occupato in posizioni tecniche e di gestione. Ha poi assunto la responsabilità del coordinamento dei vari studi per le due città industriali, e più tardi per il settore della sicurezza industriale.
Abd Allah bin Faysal ha iniziato la sua carriera presso la Commissione Reale per Jubail e Yanbuʿ subito dopo la sua istituzione nel 1975. Dal 1985 al 1987 ha servito come segretario generale ad interim. Nel 1987, è stato nominato segretario generale. Nel 1991, è stato nominato presidente, direttore generale della Commissione e presidente del suo consiglio di amministrazione.
Nell'aprile 2000, è stata istituita l'Autorità Generale Saudita di Investimento, responsabile della promozione degli investimenti stranieri e nazionali in Arabia Saudita. Nello stesso anno, il principe Abd Allah è stato nominato governatore con rango di ministro dell'ente. Il suo mandato è terminato con le dimissioni rassegnate nel 2004. Si è ipotizzato che la frustrazione creata dall'approccio burocratico del governo e dalla lentezza delle riforme del paese, lo abbiano convinto a compiere tale scelta.
Il principe Abd Allah è presidente della Compagnia italo-saudita di sviluppo, ente che ha il compito di rivitalizzare l'economia dell'Arabia Saudita. Dal momento che ha una ottima conoscenza dell'economia italiana, è considerato come la figura più appropriata per sostenere le relazioni commerciali tra l'Arabia Saudita e l'Italia.
Dal 21 ottobre 2015 è ambasciatore negli Stati Uniti; è succeduto ad Adel al-Jubeir, nominato pochi mesi prima ministro degli affari esteri.
Il 22 aprile 2017 re Salman ha nominato suo figlio Khalid nuovo ambasciatore.

### Governatore della Autorità Generale Saudita di Investimento
Quando il principe Abd Allah era a capo dell'Autorità Generale Saudita di Investimento, ha fortemente sostenuto sia le politiche liberali che quelle di privatizzazione nell'economia del regno. Durante il suo mandato sono state emesse quasi duemila licenze commerciali estere. Il valore di queste licenze sono state stimate in circa 15 miliardi di dollari. Il principe Abd Allah ha incoraggiato ulteriormente l'appartenenza dell'Arabia Saudita all'Organizzazione mondiale del commercio. Tuttavia, questo obiettivo non è stato raggiunto in quel momento a causa delle politiche protezionistiche dell'Arabia Saudita nei confronti delle industrie di produzione di petrolio e delle telecomunicazioni, e della sua incapacità di siglare un accordo commerciale formale con gli Stati Uniti.

## Vita personale
Abd Allah bin Faysal è sposato e ha quattro figli. È molto interessato alle tematiche ambientali e alle relazioni internazionali, così come alle arti.